# Heinz Elzemann
Heinz Elzemann (* 9. Dezember 1933) war Fußballspieler im DDR-Fußballspielbetrieb. In der höchsten Spielklasse, der DDR-Oberliga, spielte er von 1956 bis 1960 für den SC Fortschritt Weißenfels. 
Bereits als Weißenfels’ tonangebende Fußballmannschaft 1951 noch unter der Bezeichnung Betriebssportgemeinschaft (BSG) Schuhmetro in der neugegründeten zweitklassigen DDR-Liga antrat, gehörte Heinz Elzemann zum Spielerkader. Als die Mannschaft in der Saison 1954/55, nun als Sportclub Fortschritt agierend, den Aufstieg in die DDR-Oberliga erkämpfte, war Elzemann bereits ein unentbehrlicher Stammspieler geworden. Als halbrechter Stürmer bestritt er die Mehrzahl der Punktspiele. In der mit jeweils 13 Spielen ausgetragenen Übergangsrunde zur Angleichung an die ab 1956 geltende Kalenderjahrsaison konnte er nur in den beiden ersten Begegnungen eingesetzt werden und kam in der Oberligaspielzeit 1956 erst in der Rückrunde wieder in die Mannschaft. Er wurde vom neuen Trainer Herbert Worbs in allen Punktspielen bis zum Saisonende als linker Mittelfeldspieler eingesetzt. Ab 1957 war Elzemann wieder der unangefochtene Stammspieler, war bei allen Oberligapunktspielen dabei, rückte nun aber in das rechte Mittelfeld. Die Position hielt er bis Ende 1959, wobei er nur 1958 bei drei Begegnungen aussetzen musste. Nachdem der SC Fortschritt noch 1959 mit dem 6. Tabellenplatz sein bestes Oberligaergebnis erzielen konnte, erlebte die Mannschaft in der Saison 1960 einen rapiden Leistungsabfall. Als der SC Fortschritt nach 16 Spieltagen in der Oberliga noch immer sieglos war, unternahm Trainer Gerhard Gläser einen radikalen Schnitt und strich mehrere Stammspieler aus dem Oberligakader. Unter ihnen war auch der 27-jährige Heinz Elzemann, der schon im bisherigen Saisonverlauf mehrfach unberücksichtigt worden war oder nur als Einwechselspieler zum Zuge kam. Von den 16 Punktspielen hatte er nur 10 Begegnungen absolviert. Im Oktober 1960 wurde Elzemann zusammen mit seinen Mannschaftskameraden Dieter Gänkler und Hans Ackermann offiziell aus der Oberligamannschaft verabschiedet. Der SC Fortschritt Weißenfels stieg am Saisonende sieglos aus der Oberliga ab. Abgesehen von der Übergangsrunde 1955 hatte Elzemann 98 Spiele in der DDR-Oberliga bestritten und sieben Tore erzielt.